# Onthophagus bistiniocelloides
Onthophagus bistiniocelloides là một loài bọ cánh cứng trong họ Bọ hung (Scarabaeidae).